# Raja ackleyi
Raja ackleyi är en rockeart som beskrevs av Garman 1881. Raja ackleyi ingår i släktet Raja och familjen egentliga rockor. IUCN kategoriserar arten globalt som otillräckligt studerad. Inga underarter finns listade i Catalogue of Life.